# دايفيد كيلرمان
دايفيد كيلرمان (بالإنجليزية: David Kellermann)‏ هو مصرفي أمريكي، ولد في أغسطس 1967، وتوفي في 22 أبريل 2009 بسبب شنق.